# Хорхе Лопес Монтанья
Хорхе Лопес Монтанья (ісп. Jorge López Montaña; 19 вересня 1978, Логроньо, Ла-Ріоха) — іспанський футболіст, півзахисник.

## Біографія
Почав займатися футболом у школі «Логроньєса» з рідного міста. З сезону 1996/97 став виступати за резервну команду у Сегунді Б, а 1997 року дебютував за першу команду у Сегунді, де провів 14 ігор і забив 2 голи, так і не ставши основним гравцем, тому здавався в оренду в невеликий аматорський клуб «Лас-Росас» з Терсери.
1999 року Лопес перейшов до іншої команди другого дивізіону «Вільярреала». З новою командою у першому ж сезоні де Хорхе вийшов у Прімеру і 10 вересня 2000 року дебютував у складі «жовтої субмарини» у вищому іспанському дивізіоні в грі проти «Райо Вальєкано» (1:5) і перетворився на одного з найкращих гравців клубу в центрі півзахисту, зігравши за команду понад сто матчів.
У 2003 році Хорхе Лопес перебрався до «Валенсії».
У складі «кажанів» гравець провів вдалий сезон, вигравши чемпіонат Іспанії та Кубок УЄФА, але коли влітку 2004 року замість Рафи Бенітеса головним тренером став Клаудіо Раньєрі, Лопес втратив місце в основі і був відданий в оренду «Мальорці», де провів сезон 2004/05.
У сезоні 2005/06 Лопес повернувся до «Валенсії», але майже не грав через те, що більшу частину сезону він відновлювався від травми, отриманої в минулому році. Наступного сезону 2006/07 став частіше залучатись до матчів і навіть дебютував у Лізі чемпіонів, але по завершенні сезону покинув клуб.
Влітку 2007 року Лопес став гравцем «Расінга» (Сантандер). У цьому клубі він був ключовим гравцем і допоміг команді вперше в історії кваліфікуватись до Кубку УЄФА, посівши 6 місце у чемпіонаті. Втім зігравши лише одну гру в наступному сезоні 2008/09 з « Севільєю» (1:1), 1 вересня 2008 року Лопес був проданий «Реалу Сарагоса» з Сегунди за 3 мільйони євро.
Арагонці саме вилетіли з вищого дивізіону і у зв'язку з цим втратили багатьох лідерів, зокрема Аймара та Дієго Міліто. У сезоні 2008/09 Хорхе забив сім м'ячів в 38 матчах чемпіонату і допоміг команді повернутись до еліти, де провів з командою ще два роки. По завершенні сезону 2010/11, в якому Хорхе провів 27 ігор чемпіонату, він залишив команду, не змігши домовитися про новий контракт. Загалом за 11 сезонів у Ла Лізі в усіх командах Лопес зіграв 271 матч і забив 36 голів.
У сезоні 2011/12 виступав за грецький ОФІ та у складі команди провів 24 матчі та забив 1 гол, після чого тривалий час був вільним агентом.
У січні 2013 року Лопес на запрошення свого співвітчизника Віктора Фернандеса, який саме очолив «Гент», приєднався до бельгійської команди, де дограв до кінця сезону, а завершив ігрову кар'єру на батьківщину у клубі Сегунди Б «Кадіс» у 2014 році. Після цього працював у структурах «Сарагоси» (2014—2016) та «Валенсії» (2016—2020).
1 грудня 2021 року став координатором академії криворізького «Кривбасу»

## Досягнення
- Чемпіон Іспанії (1): 2003/04
- Володар Кубка УЄФА : 2003/04

## Особисте життя
Молодший брат Лопеса, Іньїго, також був футболістом.